# Bostra championi
Bostra championi är en insektsart som beskrevs av Ludwig Redtenbacher 1908. Bostra championi ingår i släktet Bostra och familjen Diapheromeridae. Inga underarter finns listade.